# Brüssow
Brüssow – miasto w północno-wschodnich Niemczech w kraju związkowym Brandenburgia, w powiecie Uckermark, siedziba urzędu Brüssow (Uckermark). Położone jest nad jeziorem Brüssower See, w pobliżu miasta Prenzlau.
Według danych ze spisu z 2022 Polacy stanowią 11,5% mieszkańców miasta.

## Toponimia
Nazwa pochodzenia słowiańskiego, połabskie Brusov utworzone od słowa brus „kamień szlifierski”. W języku polskim rekonstruowana w formie Brusów lub Boryszewo.

## Zabytki
- kościół z XIII wieku
- muzeum
- mury miejskie

## Współpraca
Miejscowość partnerska:
- Salzkotten, Nadrenia Północna-Westfalia